# Onthophagus exiguus
Onthophagus exiguus är en skalbaggsart som beskrevs av Achille Raffray 1877. Onthophagus exiguus ingår i släktet Onthophagus och familjen bladhorningar. Inga underarter finns listade i Catalogue of Life.